# Луизијана (Нова Француска)
Луизијана (фр. La Louisiane), или од 1879. Француска Луизијана је била део — дистрикт, француске колоније Нова Француска. Била је под француском управом у периоду 1682—1763. и 1800—1803, а именована је у част француског краља Луја XIV. Обухватала је велику територију — већину слива ријеке Мисисипи од Великих језера на сјеверу до Мексичког залива на југу, те од Апалача на истоку до Стеновитих планина на западу. Била је подијељена у двије регије — Горњу (фр. Haute-Louisiane), која се простирала северно од ријеке Арканзас, и Доњу Луизијану (фр. Basse-Louisiane). По њој је названа данашња америчка савезна држава Луизијана, иако она сама заузима тек мали део територије некадашње колоније.
Француска истраживања у регији започела су за владавине Луја XIV, но колонија се није много развијала услијед недостатка насељеника који би населили тако велики простор, као и недостатка финансијских средстава. Француским поразом у Седмогодишњем рату, 1763. источни део Луизијане је предан Великој Британији, а западни дио Шпанији као компензацију за шпански губитак Флориде. Француска је 1800. године, према одредбама тајног Споразума из Сан Илдефонса повратила суверенитет над западним дијелом територије. Но ипак, Наполеон Бонапарте је 1803. продао читаву територију САД.
Дио те територије, сјеверно од 49° с. г. ш, је према Споразуму из 1818. припао Британији, те данас чини дио канадских покрајина Алберта и Саскачеван.